# 낚시형사
《낚시형사》는 TBS의 2시간 드라마「월요일 명작 극장」(매주 월요일 21:00 - 22:54)에서 2010년에서 방송되는 드라마 시리즈다.

## 제작진
- 편성 담당 - 후쿠다 켄타로
- 각본 - 이리에 신고
- 감독 - 미나가와 토시유키
- 프로듀서 - 미소메타 카죠, 칸자키 요시
- 제작 - G컴퍼니, TBS

## 방송 일정
| 화차 | 방송일           | 부제                          | 각본        | 감독              | 시청률 |
| ---- | ---------------- | ----------------------------- | ----------- | ----------------- | ------ |
| 1화  | 2010년 09월 06일 | 장대에 걸린 악당!!            | 이리에 신고 | 미나가와 토시유키 | 13.4%  |
| 2화  | 2011년 05월 09일 | 사랑과 슬픔의 물고기들!       | 이리에 신고 | 미나가와 토시유키 | 14.5%  |
| 3화  | 2012년 08월 27일 | 트렁크에 숨겨진 비밀!         | 이리에 신고 | 미나가와 토시유키 | 13.2%  |
| 4화  | 2013년 09월 30일 | 은폐 일의 점화                | 이리에 신고 | 미나가와 토시유키 | 10.8%  |
| 5화  | 2014년 10월 27일 | 두 사건과 두의 과거!?         | 이리에 신고 | 미나가와 토시유키 | 11.8%  |
| 6화  | 2015년 05월 18일 | 10년 전 사건은 원죄이었을까!? | 이리에 신고 | 미나가와 토시유키 |        |
| 7화  | 2016년 08월 01일 | 잘린 혀의 수수께끼!?          | 이리에 신고 | 미나가와 토시유키 |        |

- 시청률은 비디오 리서치에서 조사, 간토 지방 · 가구